# Ragnar Rosenberg
Nils Ragnar Wiking Rosenberg, född 14 november 1897 i Hjärsås församling, Kristianstads län, död 23 januari 1952 i Hässleholms församling, Kristianstads län, var en svensk smidesmästare och socialdemokratisk riksdagspolitiker.
Rosenberg var ledamot av riksdagens första kammare från 1943 till sin död 1952, invald i Blekinge läns och Kristianstads läns valkrets.